# Masoveria del Mas Rupiana
La Masoveria del Mas Rupiana és una obra de Rupià (Baix Empordà) protegida com a bé cultural d'interès local.

## Descripció
Es tracta d'una edificació situada en la zona de Sobrevila. Consta de planta baixa i pis i té la coberta a dues vessants amb el carener paral·lel a la façana. El mas presenta el frontis orientat a llevant i estructurat en quatre eixos d'obertures, totes diferenciades en forma i estil. A la part més propera a tramuntana, apareixen restes d'un cobert, amb dos grans pilars que sustenten les restes d'un embigat de fusta. A la planta pis destaquen dues finestres d'arc conopial amb l'ampit motllurat. Des de la cantonada de migdia d'aquesta façana, arrenca un antic portal d'arc de mig punt adovellat, paral·lel al mur, que enllaça amb la paret del pati de migdia. De la façana de migjorn presenta també una diversificació d'obertures, destacant un portal gòtic reconvertit en finestra.
L'aparell dels murs és de pedra lligada amb argamassa, amb carreus escairats a les cantonades de la casa i del mur del pati de migdia.

## Història
El mas que actualment es coneix com el Mas Rupiana s'estructura en una o diverses masoveries dels segles XIV i XV que al segle xvii o XVIII van créixer fins a formar una masia més gran, quedant integrada a l'estructura la pallissa del mas Rupiana, situat a pocs metres al nord. Quan es va produir aquesta consolidació, el mas va tapar la façana antiga del Mas Rupiana, també conegut com a Mas Solés Ribot.